# Nazarenos (arte)

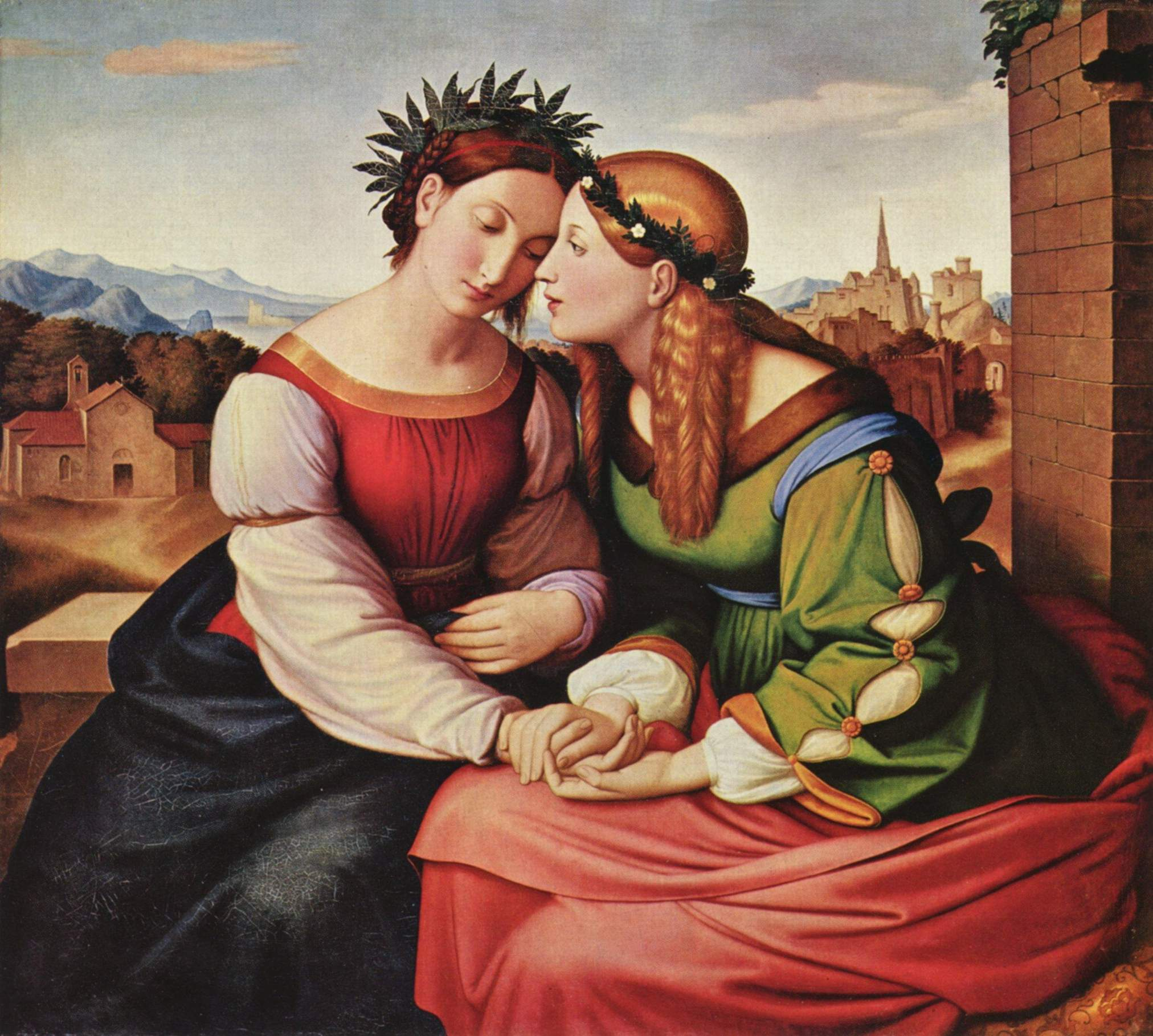
Italia y Germania (Sulamith y Maria), por Johann Friedrich Overbeck, 1811-1828, Neue Pinakothek, de Múnich.

El nombre Nazareno fue adoptado por un grupo de pintores del Romanticismo alemán, nacidos en torno a 1785. A este estilo de principios del siglo XIX también se le conoce como Purismo nazareno. Es el grupo pictórico más coherente del romanticismo alemán; pretendían revivir la honradez y espiritualidad del arte cristiano medieval.

## Historia
Las convulsiones históricas y sociales de principios del siglo XIX provocaron la añoranza por los tiempos pasados y la restauración del espíritu nacional. En esa restauración, los nazarenos alemanes fueron el movimiento pictórico que más alcance tuvo.
Los pintores alemanes Friedrich Overbeck y Franz Pforr, estudiantes en la Academia de Viena fundaron, el 10 de julio de 1809, la Lukasbund. Puede traducirse como “cofradía”, “gremio” o “hermandad” de San Lucas, santo patrono de los pintores. El nombre ya delata su inspiración medieval, y su pretensión de establecer las bases de la pintura sobre la religión y un buen trabajo artesanal; querían restaurar así “la verdad y la pureza” de la pintura prerrenacentista. Esta Hermandad de San Lucas fue la primera asociación artística moderna. 
Rompieron con el neoclasicismo de la Academia y, en 1810, cuatro de los cofrades, Overbeck, Pforr, Ludwig Vogel y Johann Konrad Hottinger se trasladaron a Roma. Ocuparon el monasterio abandonado de San Isidoro, dispuestos a llevar una existencia de recogimiento prácticamente monacal, relacionándose profundamente con la naturaleza y los medios de vida artesanales. Por su vestimenta y largas cabelleras, los comenzaron a llamar, con ironía, i nazareni (los nazarenos), nombre que se aceptó como denominación de este movimiento. Los que entre ellos aún eran protestantes se convirtieron al catolicismo. A diferencia de los gremios medievales en los que se inspiran, su dedicación a la pintura nace de una decisión personal, claro rasgo romántico, de una actitud no exenta de un cierto amor propio y conciencia misionera.
En la etapa inicial de esta asociación, el pintor que más influía era Pforr, imaginativo y apasionado, volcado en la rememoración de las escenas caballerescas medievales. A su muerte, el movimiento se vuelve más religioso bajo la influencia de Overbeck. El arte de los nazarenos se vuelve hacia una piedad sencilla. Producen una versión esquematizada del arte del primer Rafael.
A esta comunidad conventual se unieron artistas de Düsseldorf y Múnich: Wilhelm von Schadow, Peter von Cornelius (en 1811), Philipp Veit (1815) y Julius Schnorr von Carolsfeld (en 1818) y otros artistas alemanes. Conocieron al pintor austríaco de paisajes Joseph Anton Koch (1768–1839), que se convirtió en una especie de tutor oficioso del grupo. 
La influencia de Peter von Cornelius se deja notar al encauzar su creatividad hacia un restauracionismo más secular. Bajo su influencia, el grupo se vuelca en la elaboración de frescos monumentales.
.

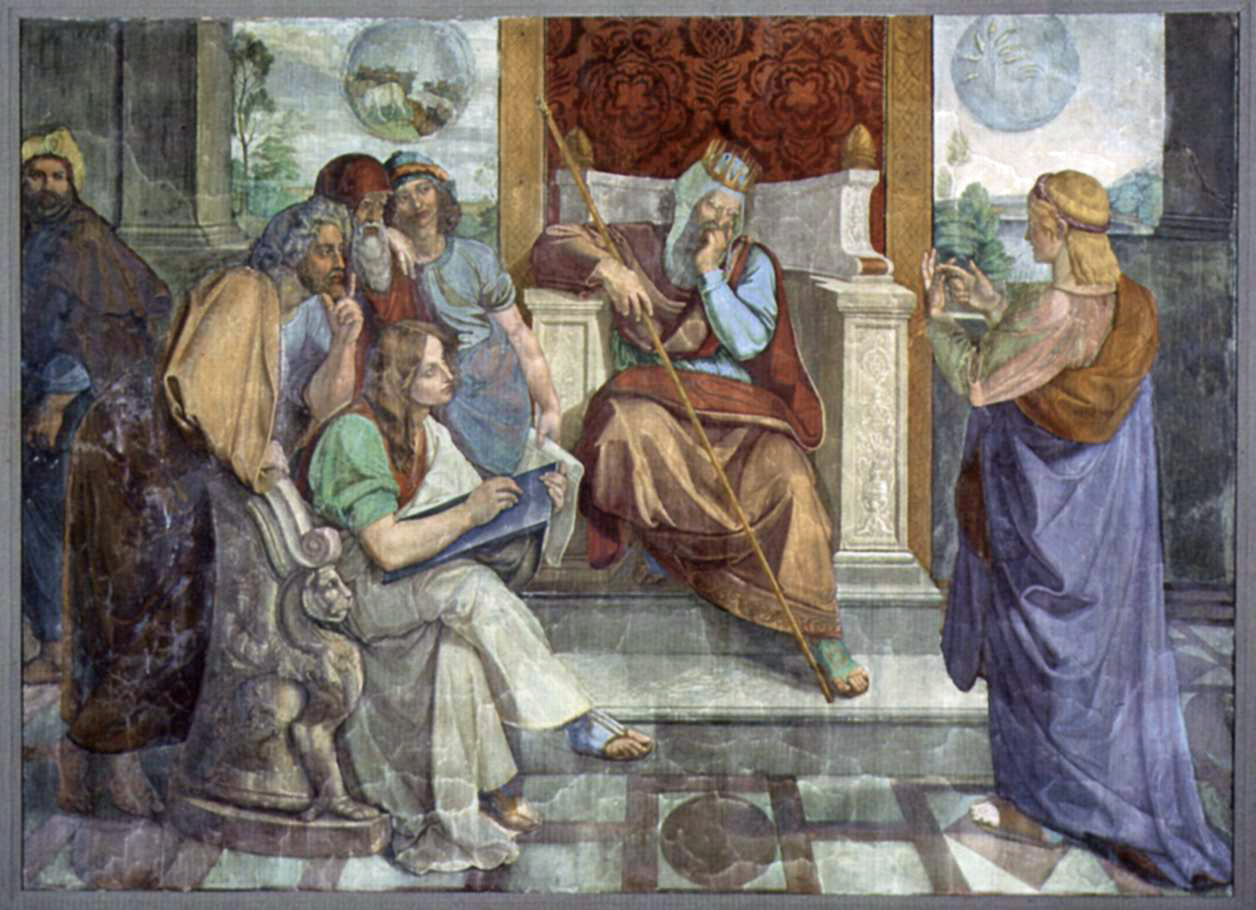
José interpretando el sueño del faraón, de Peter von Cornelius, fresco en la Casa Bartholdy de Roma, 1816-1817.

El más destacado es el que hicieron por encargo de Jacob Salomon Bartholdy, (1779-1825), cónsul general de Prusia en Roma. Les encargó la decoración de sus estancias alquiladas en el Palazzo Zuccari, hoy salones de recepción de la Biblioteca Hertziana. Resucitaron la técnica del fresco verdadero. Se realizaron entre 1816-1817, con el tema bíblico de la Historia de José. Pintado a la manera del Quattrocento. Esta obra proporcionó gran celebridad al grupo, en particular a Peter von Cornelius, que fue llamado a las academias de Düsseldorf y Múnich. La fuerza expresiva de los gestos y la fisonomía de su figuras se correspondían plenamente con su monumental tamaño. Los frescos, arrancados en 1887, se encuentran actualmente en Berlín, en la Alte Nationalgalerie.
A esta obra le siguió el encargo, en 1817 efectuado por el marqués Carlo Massimo, para que decoraran su casa en el Laterano, el Casino Massimo, con temas de La Divina Comedia de Dante, del Orlando Furioso de Ariosto, de la Jerusalén liberada de Torcuato Tasso y de Petrarca. En las estancias dedicadas a Dante, Cornelius realizó el paraíso, mientras que Horny hizo las guirnaldas de frutas y flores. Al marcharse Cornelius a Múnich, el marqués, por consejo de Koch, confió el acabar el encargo a Philipp Veit, el cual no lo finaliza; entonces es el propio Koch quien asume el trabajo. En la sala de Tasso pinta Overbeck. A la muerte del marqués en 1827 los pintores marchan a Asís. En 1827 se unió al grupo Joseph von Führich, que residirá en Roma hasta 1829; él se encargó de terminar los frescos. En la habitación central la decoración, inspirada por Ariosto, se encomienda a Julius Schnorr von Carolsfeld, en Roma desde 1818, que la acaba él solo. Esta obra fue concluida en 1827. 
Los frescos de la casa Bartholdy tuvieron gran eco en Alemania. Estos artistas representaban el idealismo y descubrían un lenguaje pictórico alemán. En efecto, se adoptó este estilo restauracionista como forma oficial del arte monumental nacional, especialmente en Múnich. 
En 1819 los nazarenos organizaron una exposición colectiva con ocasión de la visita del emperador de Austria. Friedrich von Schlegel, consejero de Metternich, escribió una larga descripción de la exposición y, aunque el emperador no les prestó atención, el príncipe heredero de Baviera, futuro Luis I, los admiró profundamente y enseguida les invitó a ir a Múnich. 
Para el año 1830, los pintores ya se habían separado, siguiendo cada uno su propio camino. La mayoría volvió a Alemania, donde desempeñaron cargos oficiales:
- Peter von Cornelius en Múnich (donde Luis I de Baviera subió al trono en 1825). Cornelius alcanzó gran reputación en Alemania.
- Wilhelm von Schadow a Düsseldorf en 1826.
- Philippe Veit fue nombrado director del Museo Municipal de Arte de Fráncfort del Meno, en 1830. En 1854 asume el puesto de director de la Galería Municipal de Maguncia.
- Julius Schnorr von Carolsfeld, por su parte, recibió importantes encargos oficiales en Múnich, como la decoración de la Residenz de la ciudad. Desde 1827 enseña en la Academia de Múnich y, en 1846, es nombrado director de la Galería de Pinturas y de la Academia de Dresde.

Con la partida de Schnorr hacia Múnich y de Fuhrich hacia Praga, Overbeck quedó como único nazareno en Roma, hasta su muerte en 1869. 
Este estilo tuvo gran influencia en otros pintores europeos, decayendo únicamente a partir de 1840, debido al influjo de la pintura del realismo.

## Estilo

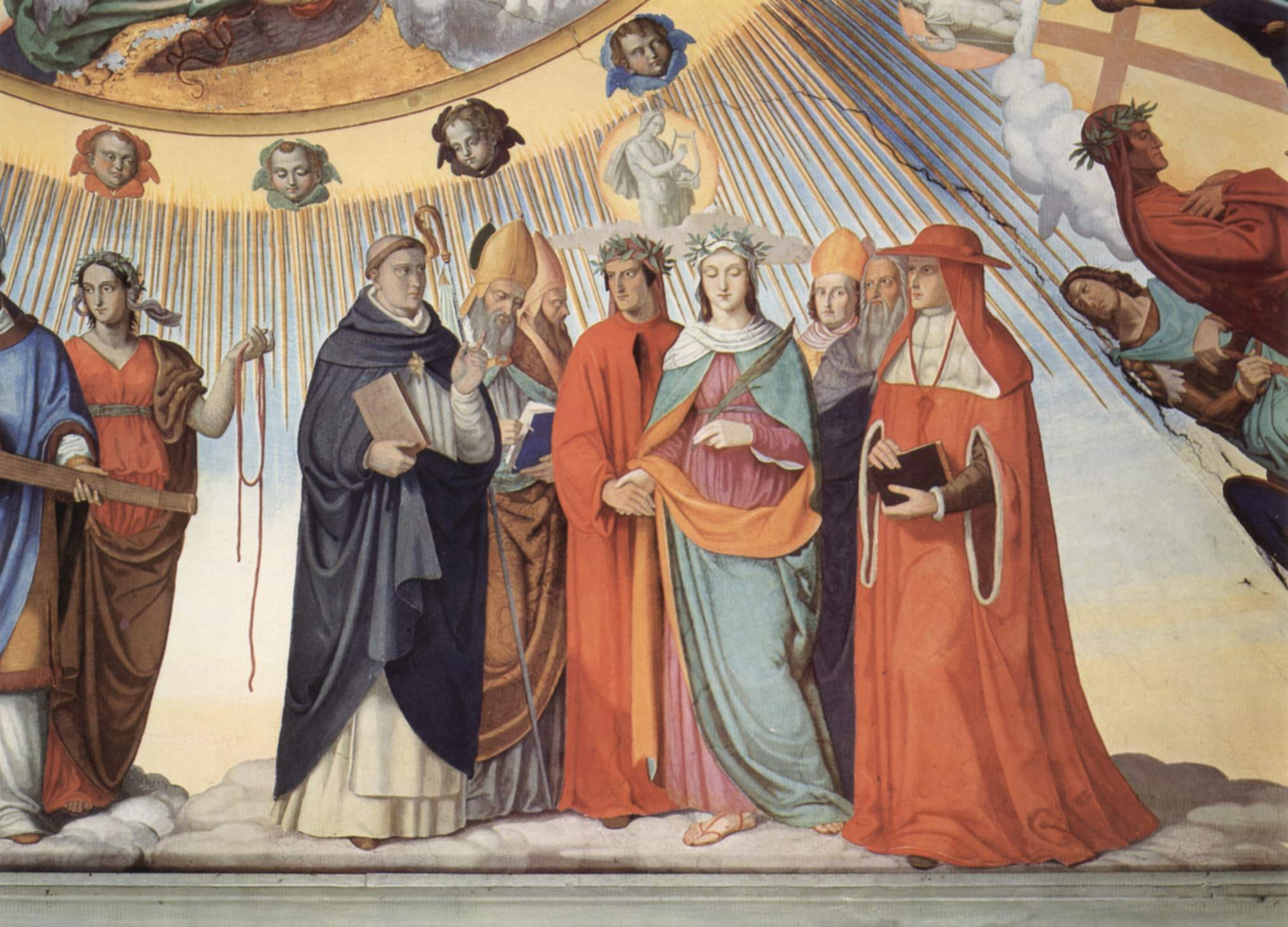
Dante y Beatriz con Tomás de Aquino, Alberto Magno, Pedro Lombardo y Sigerio de Brabante, fresco en la Sala Dante del Casino Massimo en Roma, por Philipp Veit, 1817-1827.

Los nazarenos tuvieron como precedente inmediato al pintor romántico Philipp Otto Runge (1777 - 1810), por su oposición a las formas que impone el academicismo clasicista, por su temática y la espiritualidad que trasciende en su obra.
Los nazarenos rechazaban el neoclasicismo, el esteticismo y el realismo pictórico, el virtuosismo superficial del arte contemporáneo. Esta era su principal motivación. Confiaban en recuperar un arte que encarnara valores espirituales.
Buscaron la inspiración en artistas de la Baja Edad Media y principios del Renacimiento: ante todo, Durero, pero también Fra Angélico, El Perugino y Rafael. También se aprecia en ellos cierta influencia del barroco clasicista. El estilo resultante es un frío eclecticismo. Este “eclecticismo pictórico” viene a ser semejante al “historicismo” de la arquitectura de la época.
Procuran recuperar técnicas antiguas. Destacadamente, el arte del fresco italiano propio de la Edad Media y el Renacimiento, que había caído en desuso. Con esta técnica decoraron casas, como la del cónsul de Prusia o el Palacio Massimi. Junto a este técnica de grandes superficies, vuelven a las pequeñas tablas, en lugar de los amplios lienzos neoclásicos. Prepondera el dibujo depurado frente al color. Rechazan o limitan el recurso al claroscuro, los efectos de profundidad y volumen. Utilizan colores sencillos e intensos. La técnica resulta controlada e impersonal.
Es un arte medievalizante y patriótico, si bien impregnado de un misticismo y religiosidad cristianos. Deseaban expresar sus preocupaciones espirituales, sentimientos genuinos y puros propios del arte religioso medieval que consideraban más cercano a la auténtica naturaleza alemana, humilde y profunda. Es, por lo tanto, un movimiento pictórico inspirado en la fe católica. En realidad, eran herederos de la ola de sentimentalismo, medievalismo y beata religiosidad que invadía a Alemania.
Además de los temas religiosos, pintaron alegorías y temas de la Edad Media caballeresca. Su espíritu patriota les lleva a interpretar escenas de la historia alemana, tanto literaria como real.

## Pintores
Los pintores que se adscriben a esta corriente son:

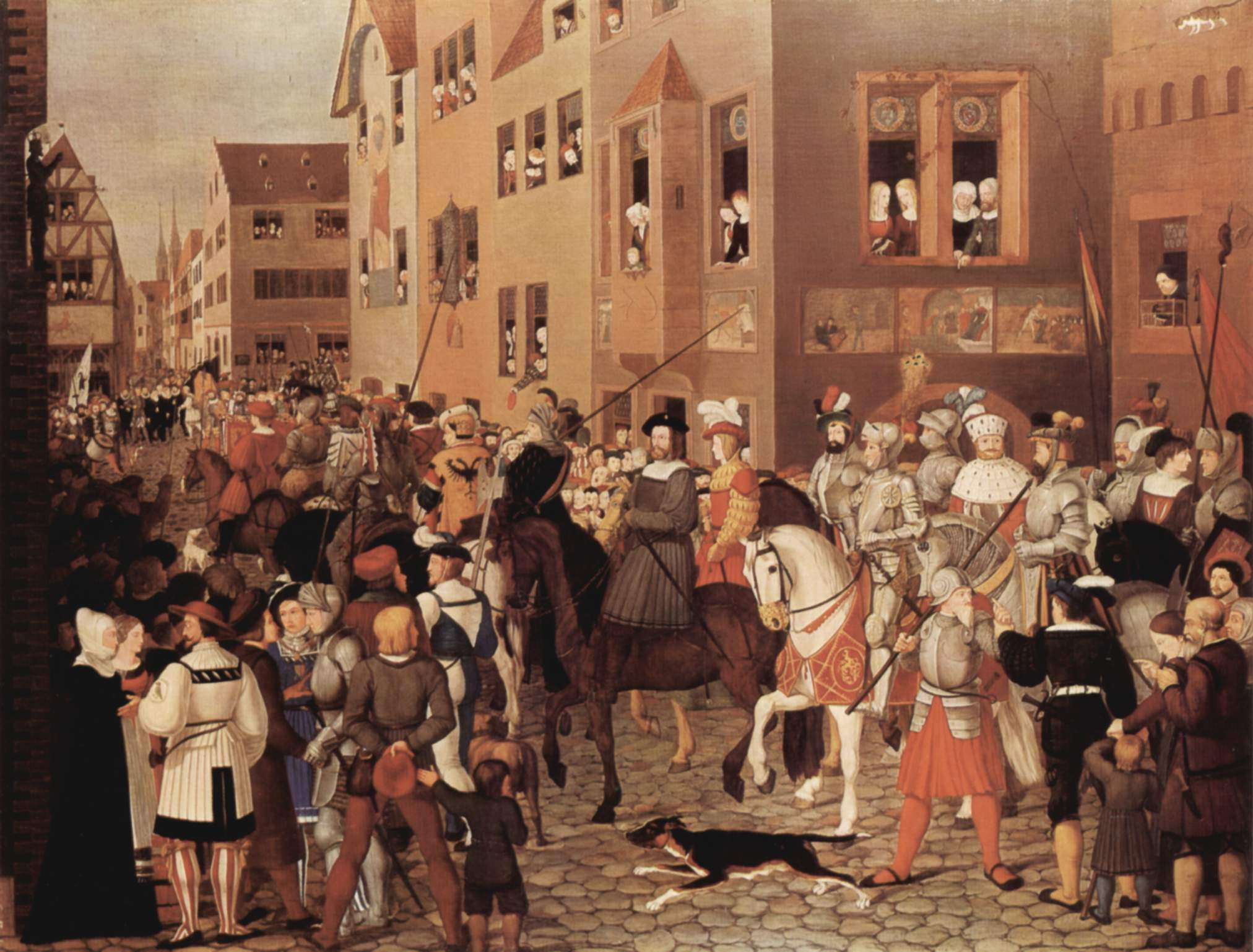
La entrada de Rodolfo de Habsburgo en Basilea en 1273, de Franz Pforr, 1809-1819, en el Instituto Städel de Fráncfort del Meno.

- Franz Pforr, (Fráncfort, 1788- Albano Laziale, 1812). Es imaginativo y apasionado. Pinta con una ingenuidad radical temas históricos y medievales. Su obra más destacada es la dedicada a Rodolfo I de Habsburgo: Rodolfo de Habsburgo y el sacerdote (1809) y La entrada de Rodolfo de Habsburgo en Basilea en 1273 (1808-1810), conservadas en el Städelsches Kunstinstitut de Fráncfort.

Los dos pintores más destacados fueron Friedrich Overbeck y Peter von Cornelius.
- Johann Friedrich Overbeck (Lübeck, 1789- Roma, 1869). Se centra en la renovación del cuadro religioso. Fue el único de los nazarenos que siguió en Roma hasta el final de su vida, suscribiendo en 1842 el manifiesto oficial del purismo italiano. Su obra más conocida es Italia y Germania (h. 1828), de la que hay dos versiones, una en Dresde y otra en Múnich.

- Peter von Cornelius (Düsseldorf, 1783- Berlín, 1867). Se especializó en la pintura mural. Su estilo se orienta más hacia el primer Renacimiento que al gótico tardío. Es el principal propagador de su estética, y uno de los más representativos del idealismo alemán. Trabajó en Baviera y en Berlín. Además de su obra en los frescos de Casa Bartholdy, es conocido por los frescos de la iglesia de San Luis en Múnich (Ludwigskirche), especialmente el más grande (que existe aún en la actualidad): el Juicio final (Años 1830). De su posterior estancia en Berlín se conservan unos bocetos para el Campo Santo que evidencian un verdadero talento dramático (Los Cuatro Jinetes del Apocalipsis, 1845).

- Julius Schnorr von Carolsfeld (Leipzig, 1794- Dresde, 1872). Pinta temas religiosos y episodios de la historia medieval. En sus retratos aplica modelos medievales, como en el Retrato de Clara Bianca von Quandt (1820), probablemente su obra más conocida.

- Wilhelm von Schadow (Berlín, 1788 - Düsseldorf, 1862). Se dedica a temas religiosos y a composiciones alegóricas como su Pietas y Vanitas de 1840. Probablemente su cuadro más conocido Los hermanos Schadow con el escultor Thorvaldsen (1815), en el que se autorretrata junto a los dos escultores, su hermano Rudolf Schadow y Bertel Thorvaldsen.

- Philipp Veit (Berlín, 1793 - Maguncia, 1877). Se especializó en la pintura al fresco. Su obra más conocida es el ciclo de frescos que realiza para el Museo Municipal de Arte de Fráncfort del Meno, uno de los conjuntos pictóricos más hermosos del romanticismo alemán tardío, compuesto por composiciones históricas y alegóricas.

- Joseph von Führich
- Johann Konrad Hottinger
- Eduard Jakob von Steinle
- Ludwig Vogel

El influjo de los nazarenos hizo surgir el movimiento pictórico italiano llamado “purismo”, cuyo máximo representante fue Tommaso Minardi, italiano (1787-1871). Los nazarenos son claros precursores de la Hermandad prerrafaelita.
E influyeron en muchos otros artistas europeos:
- Wilhelm von Kaulbach, alemán (1805-1874).
- William Dyce, escocés (1806-1864).
- Jean-Hippolyte Flandrin, francés (1809-1864).
- J. R. Herbert, inglés (1810-1890).
- Marie Ellenrieder, alemana (1791-1863)

## Nazarenismo catalán

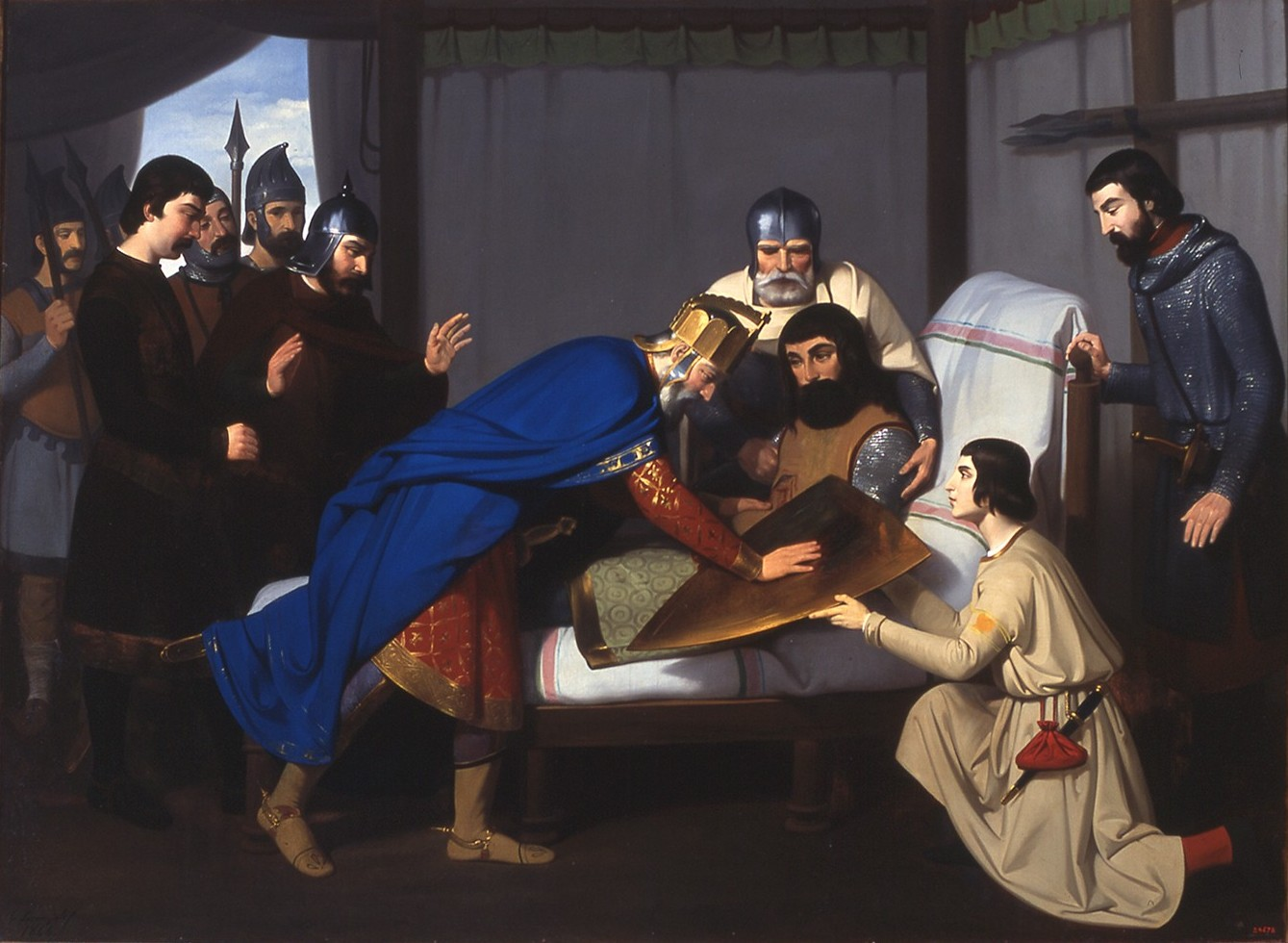
Origen del escudo del condado de Barcelona, realizado en Roma (1843-1844) por Claudio Lorenzale, Real Academia Catalana de Bellas Artes de San Jorge.

Muchos artistas catalanes dispusieron de la posibilidad de recibir formación académica en Roma gracias a las ayudas ofrecidas por la Junta Particular de Comercio de Barcelona; otros sufragaron de manera privada esta formación. En el primer tercio del siglo XIX fueron atraídos por la doctrina del grupo y su lenguaje artistas como:
- José Arrau
- Joaquín Espalter y Rull
- Pelegrín Clavé
- Manuel Vilar
- Francesc Cerdà
- Pablo Milá Fontanals
- Claudio Lorenzale

En la colección de la Real Academia Catalana de Bellas Artes de San Jorge de Barcelona se conserva un gran número de obras que realizaron estos artistas tanto en Roma como en Barcelona.

## Valoración

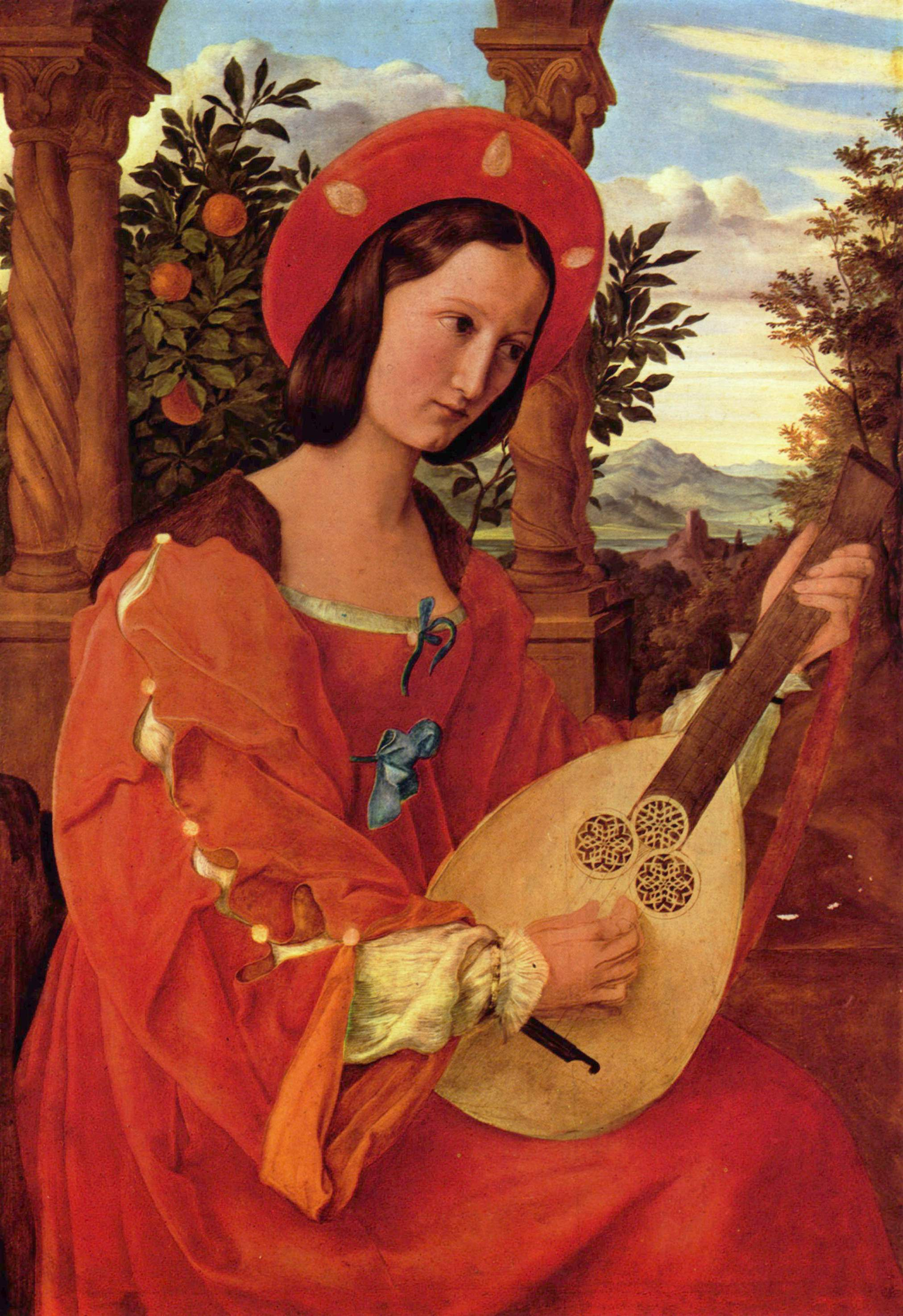
Retrato de Clara Bianca von Quandt con laúd, de Julius Schnorr von Carolsfeld, 1820, Alte Nationalgalerie, Berlín.

Hasta 1840, la corriente alemana de dicho movimiento logró atraer gran número de adeptos. La opinión de estos pintores era muy valorada, especialmente en los medios oficiales de Alemania. Se convirtieron en modelo para el resurgir católico internacional que floreció durante las décadas que siguieron a la caída de Napoleón.
El logro artístico de los nazarenos es difícil de valorar. Las pinturas resultan menos impresionantes que lo que les parecieron a sus contemporáneos; parecen, cuando menos, frías e impersonales. “Hoy en día, el restauracionismo de los nazarenos parece desprovisto de vida y pedantesco. Parece difícil aceptar la autoridad que ejercieron en su vida. Esta debe atribuirse a una fe incuestionable en su integridad e idealismo” (Enciclopedia Universal de la Pintura y la Escultura).
Sin embargo, el programa de los nazarenos, la adopción de una forma de expresión honesta en el arte y la inspiración de artistas anteriores a Rafael iba a ejercer una considerable influencia en Alemania e Inglaterra en el movimiento prerrafaelita. Al abandonar la academia y rechazar gran parte del legado artístico del arte occidental, los nazarenos pueden verse como pioneros de una tendencia de vanguardia en el arte que dominaría a finales del siglo XIX.